# 東華三院蔡榮星小學
東華三院蔡榮星小學（英語：T.W.G.Hs Tsoi Wing Sing Primary School，早期曾名為「東華三院水泉澳小學」）是一所香港沙田區的津貼小學，於2018年在區內的美林邨先行創校，並於2023年1月9日遷入水泉澳的永久校舍。

## 歷史
為配合水泉澳邨逐步入伙，政府於2017年曾兩度推出此校永久校址的用地，供各辦學團體競逐，以開辦一所設有30班的小學。在首次競投中，該用地因無合適機構競投而收回，直至第二次競投才由東華三院投得。
與此同時，由於沙田區小學學額於2018-21年間尾出現短缺，此校提早於2018年9月在美林邨循理會美林小學舊址，以「東華三院水泉澳小學」的名義開辦，首年僅開設小一、小四及小五，部分師資由同區的冼次雲小學抽調。
到了2020年，此校才有第一批學生畢業；而由於時任東華三院主席蔡榮星向此校捐贈建校費用，此校於同年9月起冠名為「東華三院蔡榮星小學」。
蔡榮星小學永久校舍的建設計劃，已於2019年初付諸立法會表決，並於同年動工，預計2022年完工。至2022年3月23日，永久校舍舉行平頂典禮。然而，由於後續裝修工作進度較慢，永久校舍最終延至翌年2023年1月9日才啟用。

## 校舍

### 美林邨臨時校舍
此校位於美林邨的臨時校舍，為一所第一代標準小學校舍，佔地2,000平方米，設有24間課室連各種特別室。隨著永久校舍於2023年1月啟用，舊有校舍現已交還。該校舍暫時用作教育局辦公大樓，長遠用作興建公營房屋。

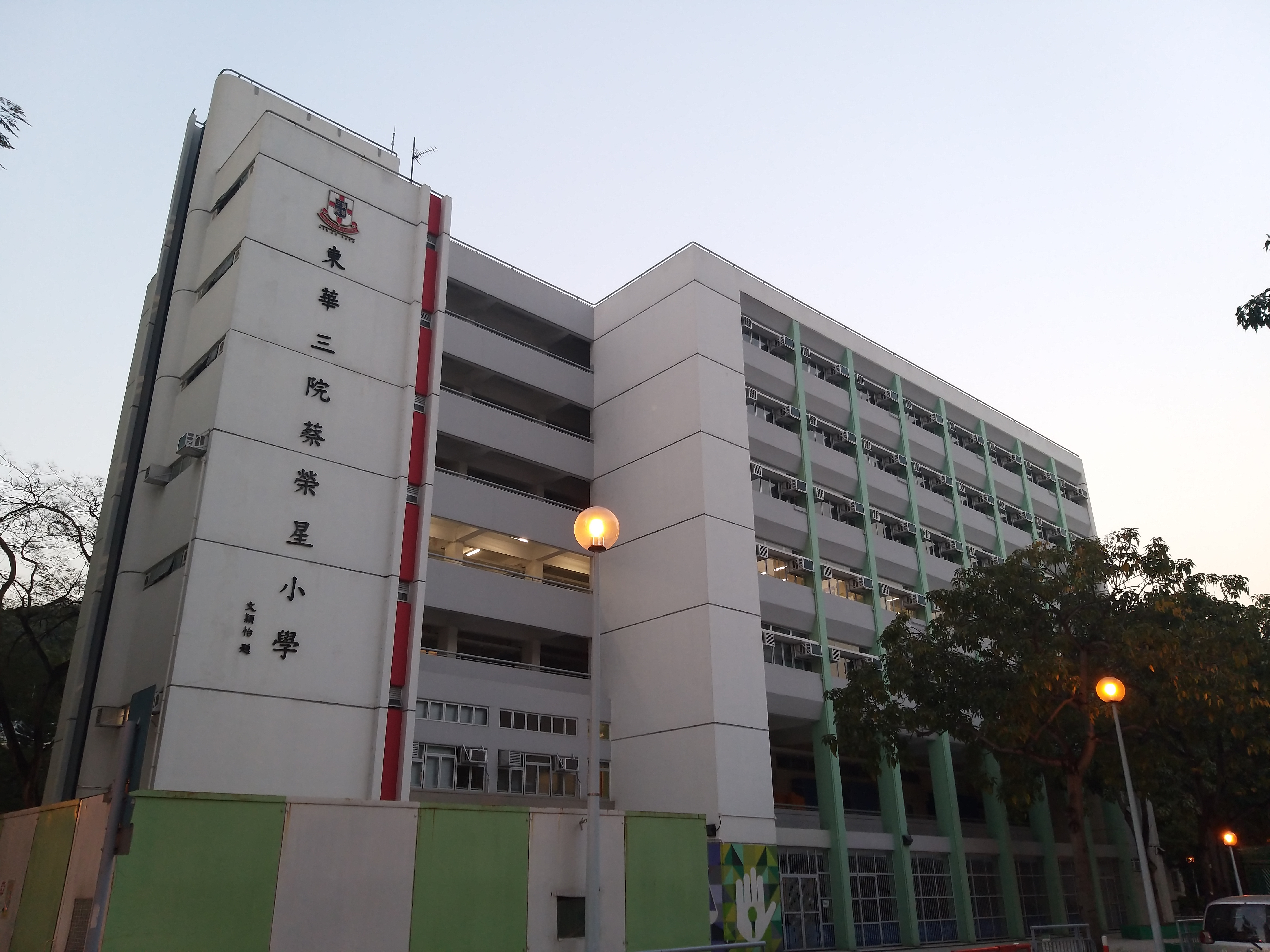
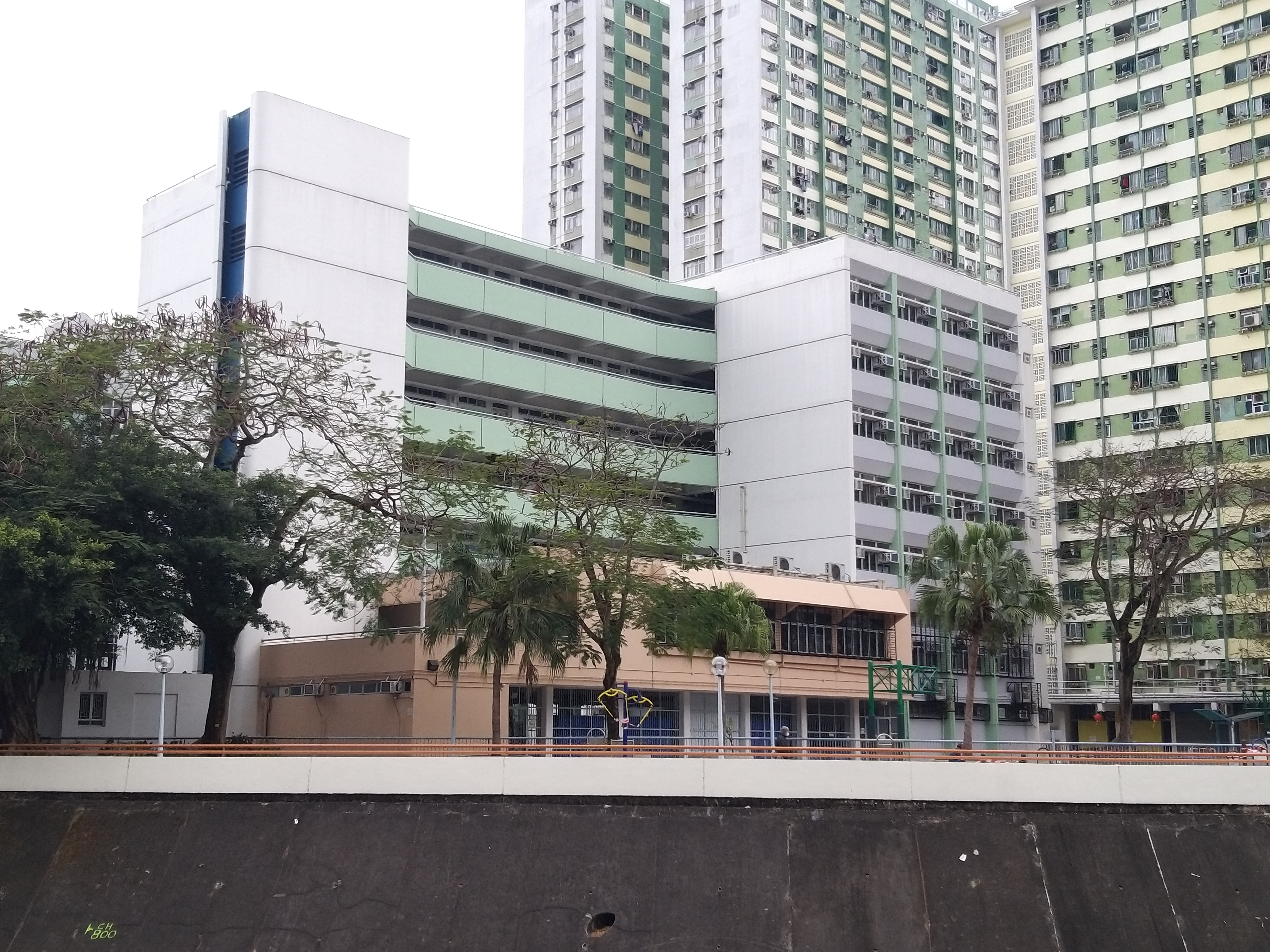

### 水泉澳永久校舍
蔡榮星小學的永久校舍位於博泉街末端近配水庫，鄰近水泉澳邨，為一所後千禧校舍，佔地8,770平方米，設有30間課室，另附各種特別室。該校舍由周德年建築師事務所設計，利基控股承建，2022年尾落成。

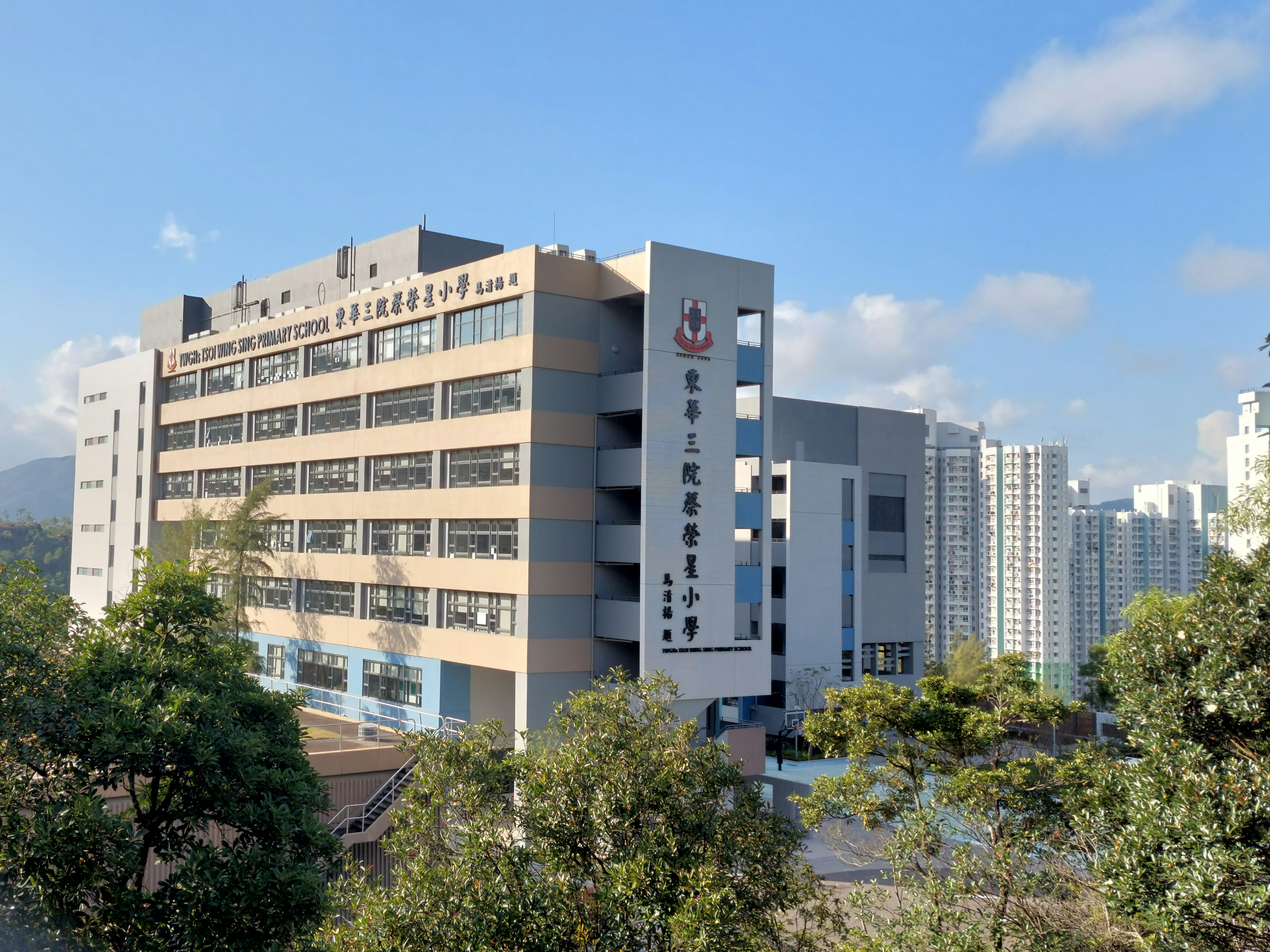
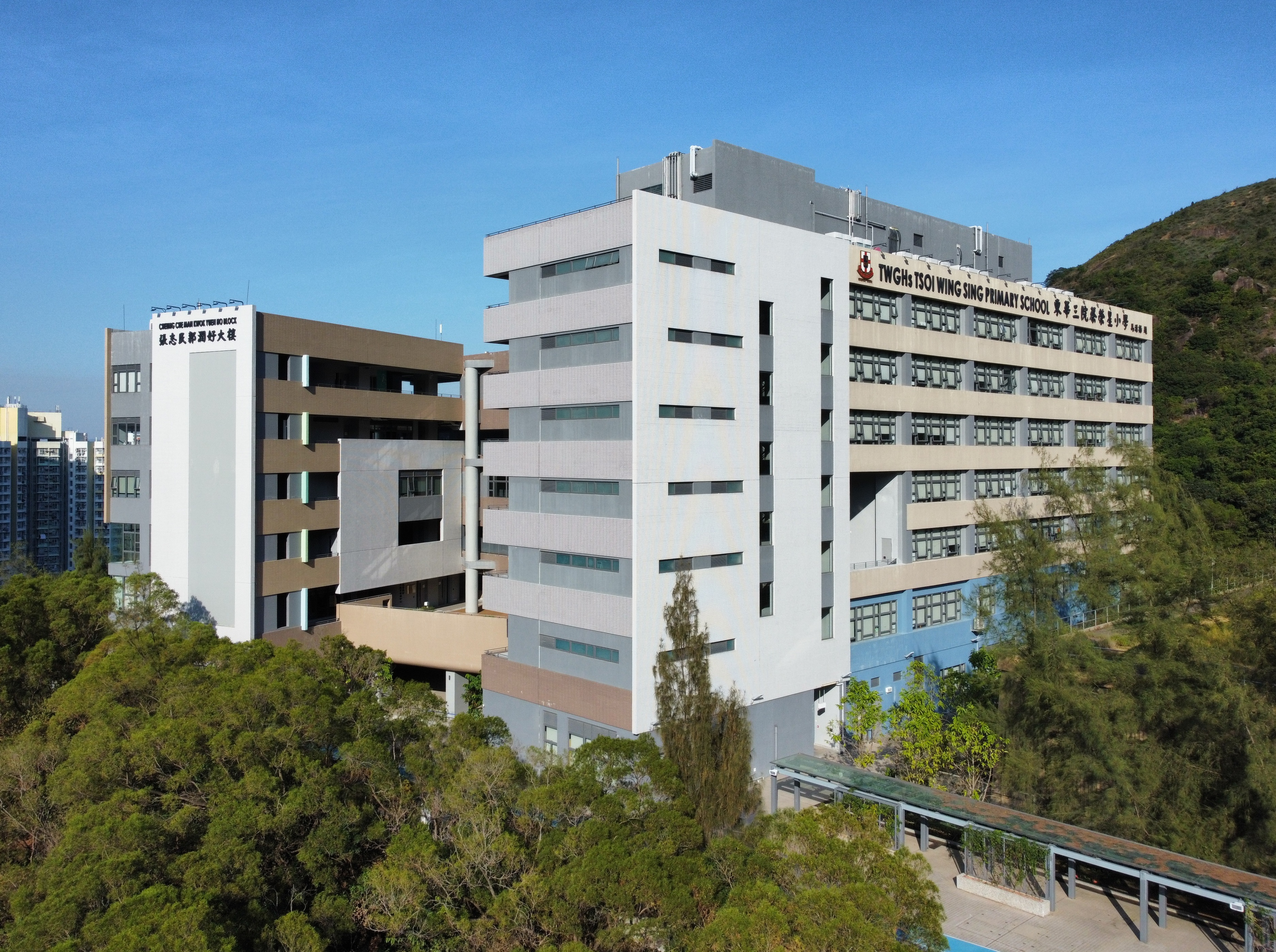
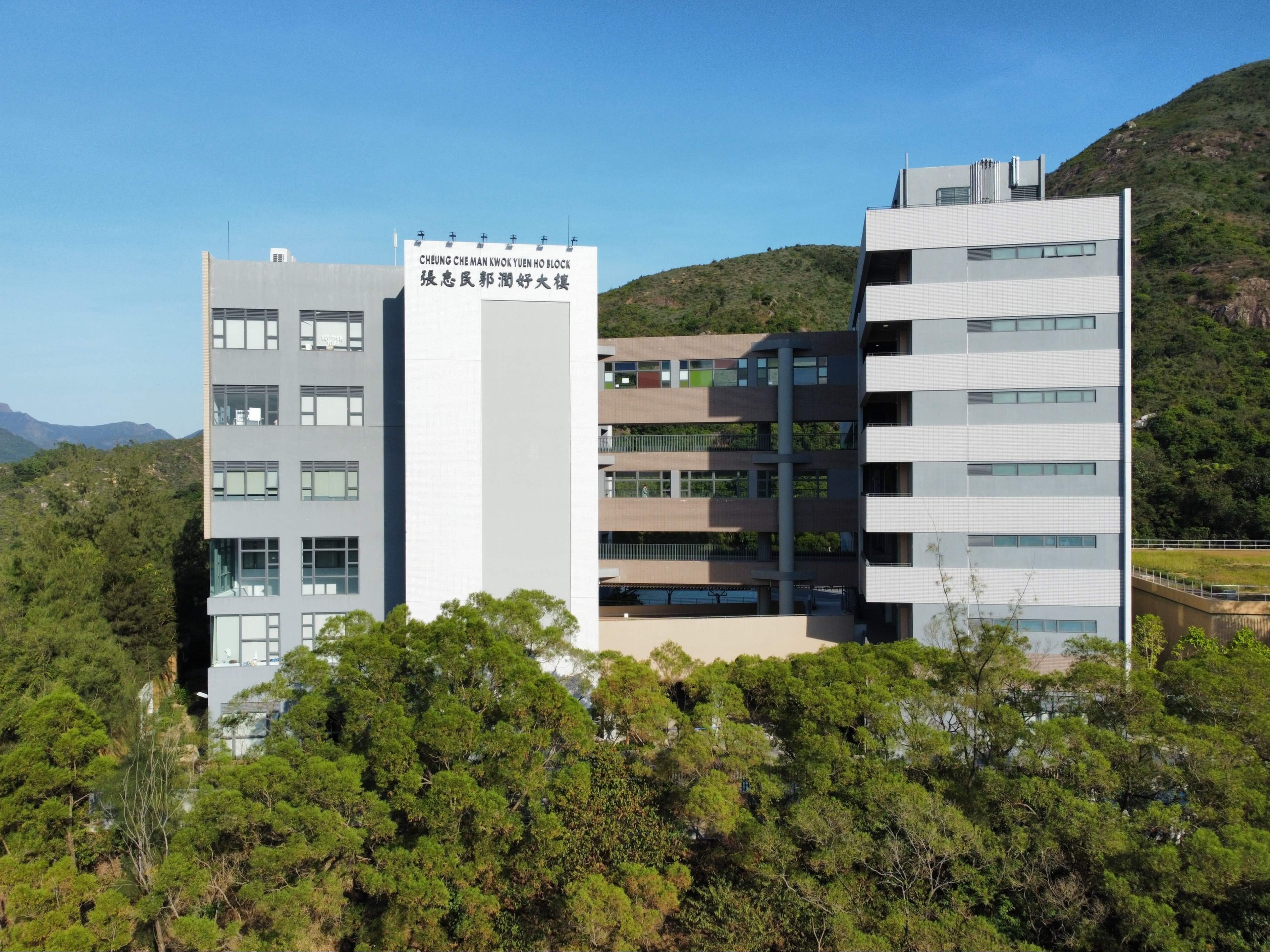
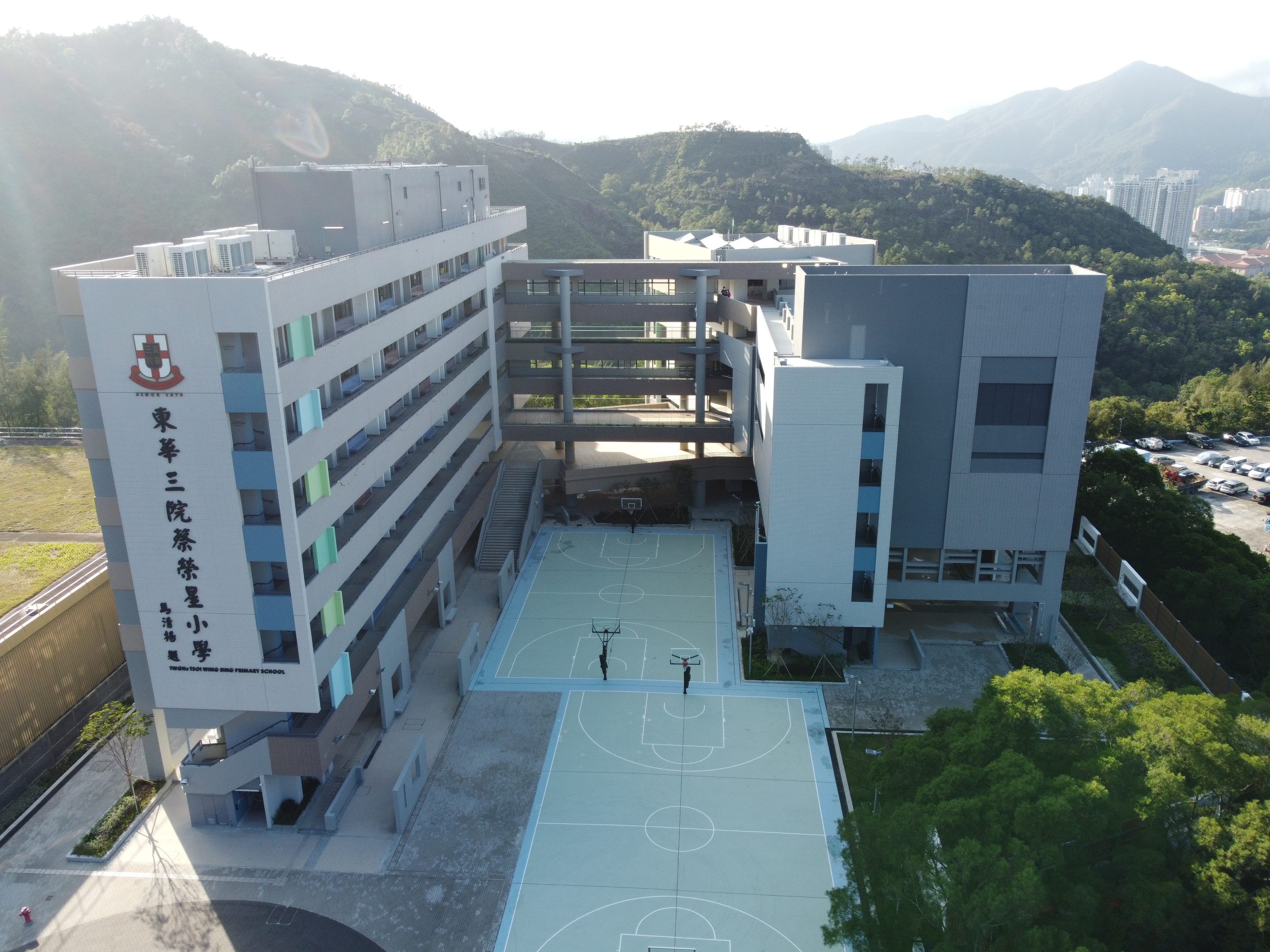
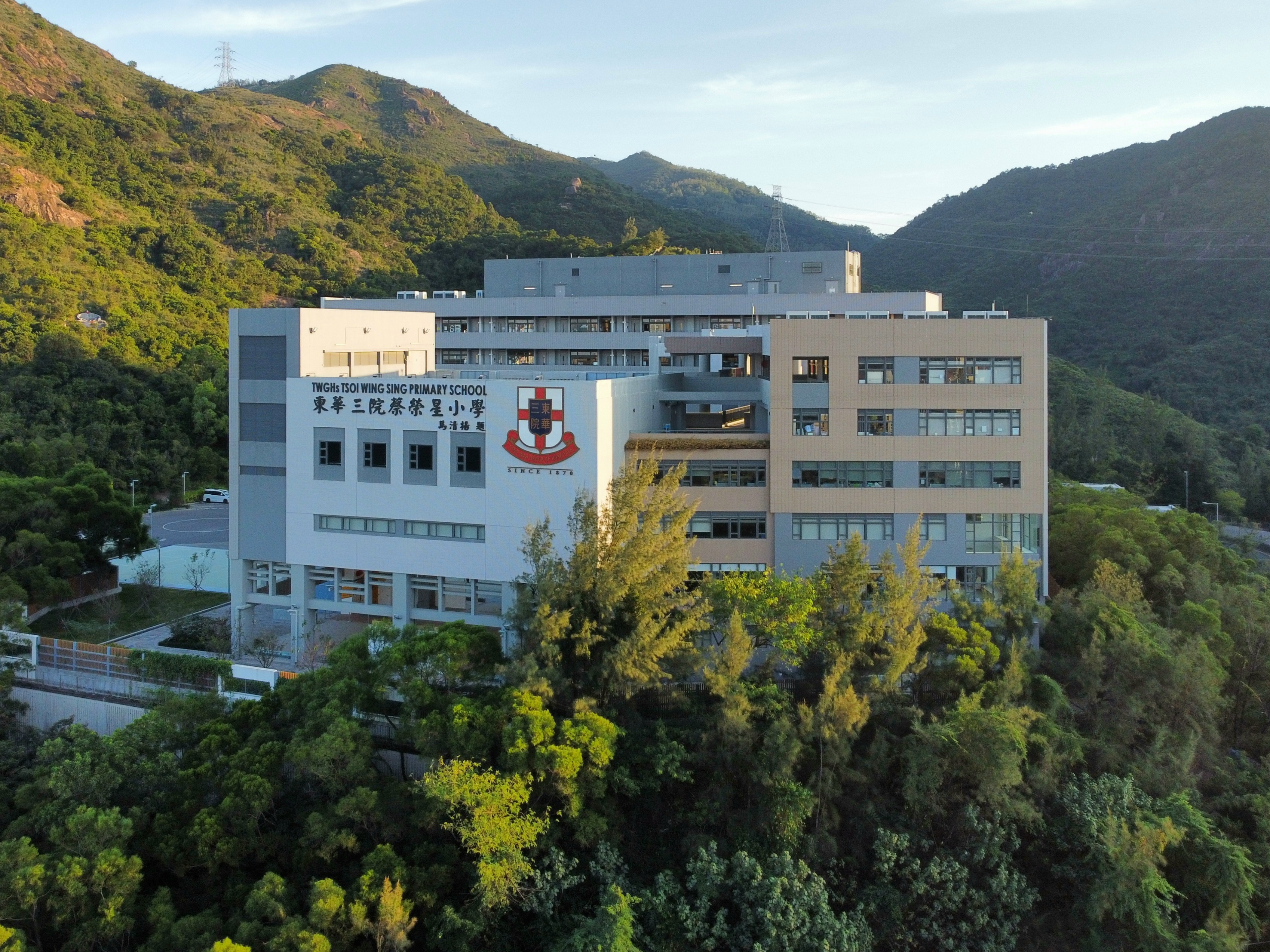

#### 永久校舍建設圖集

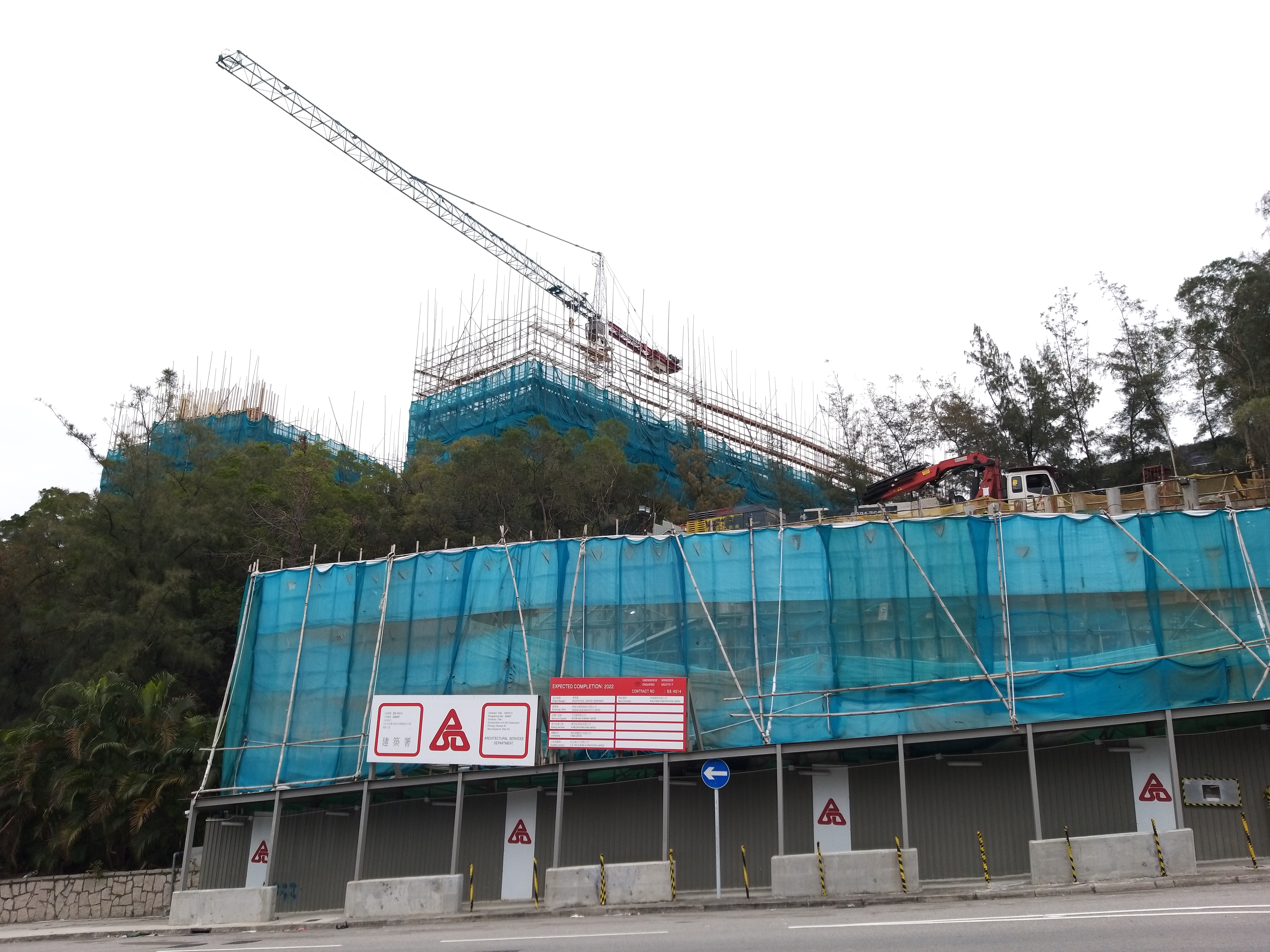
2021年1月
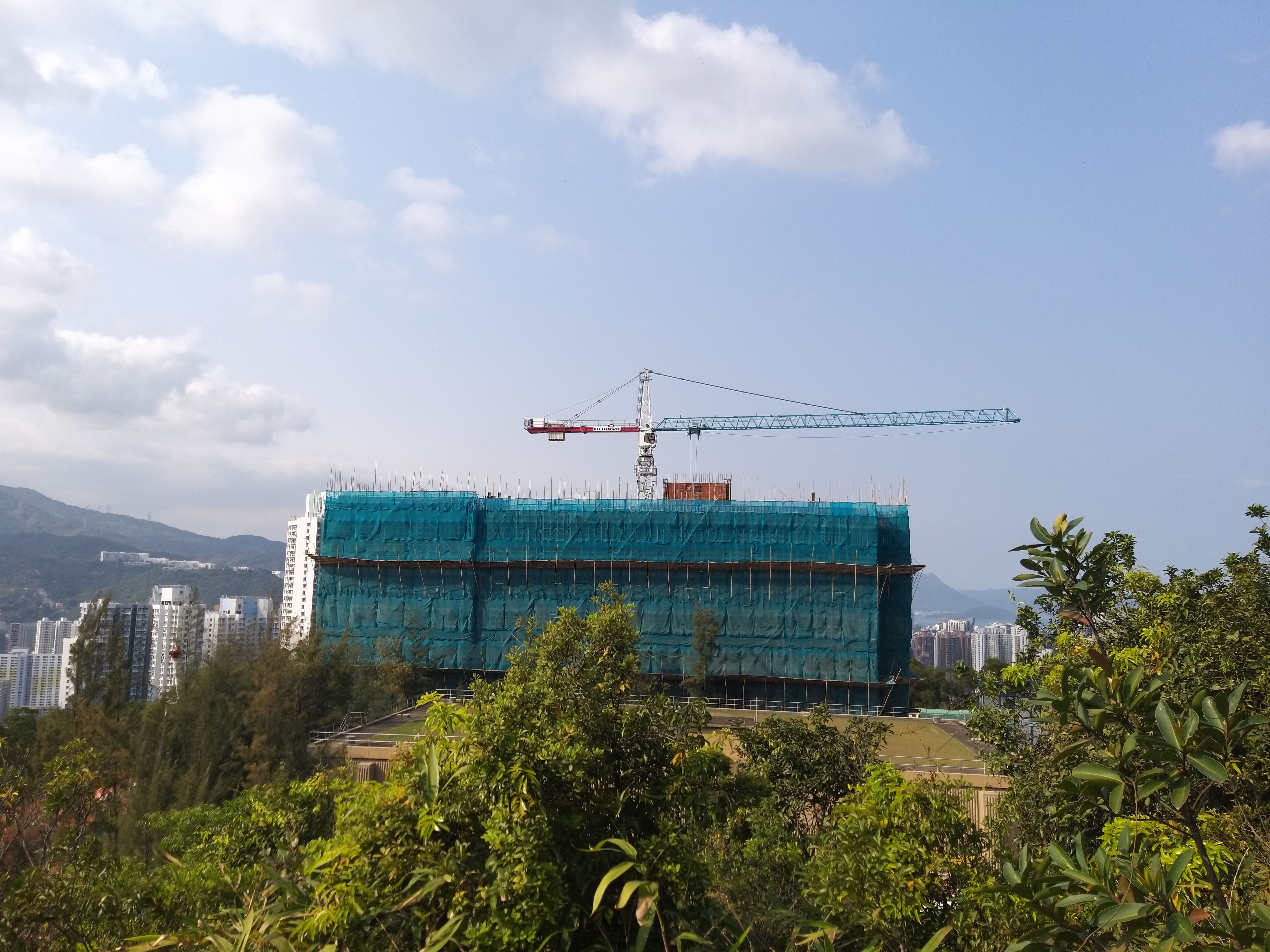
2021年3月
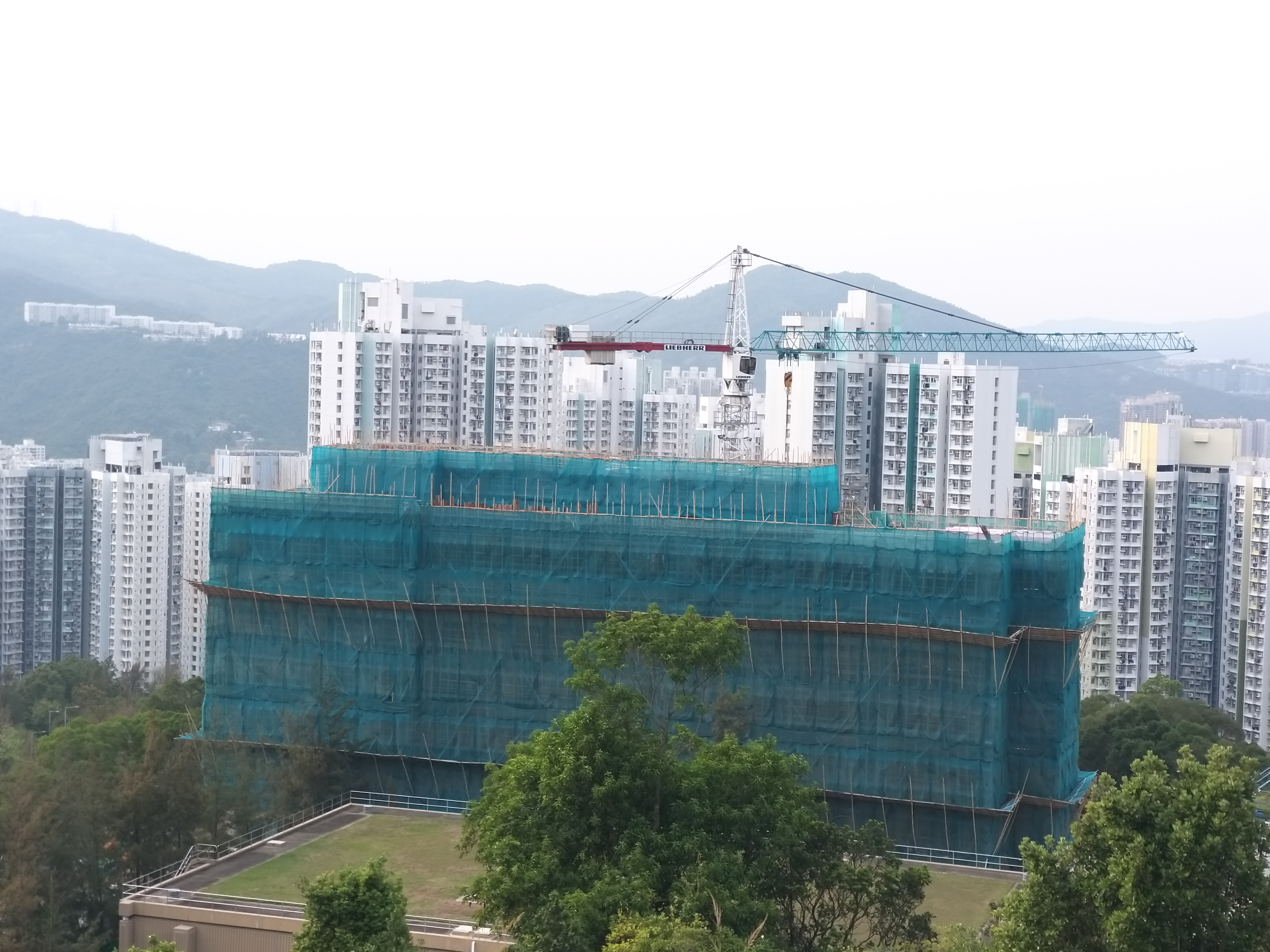
剛封頂，2021年5月
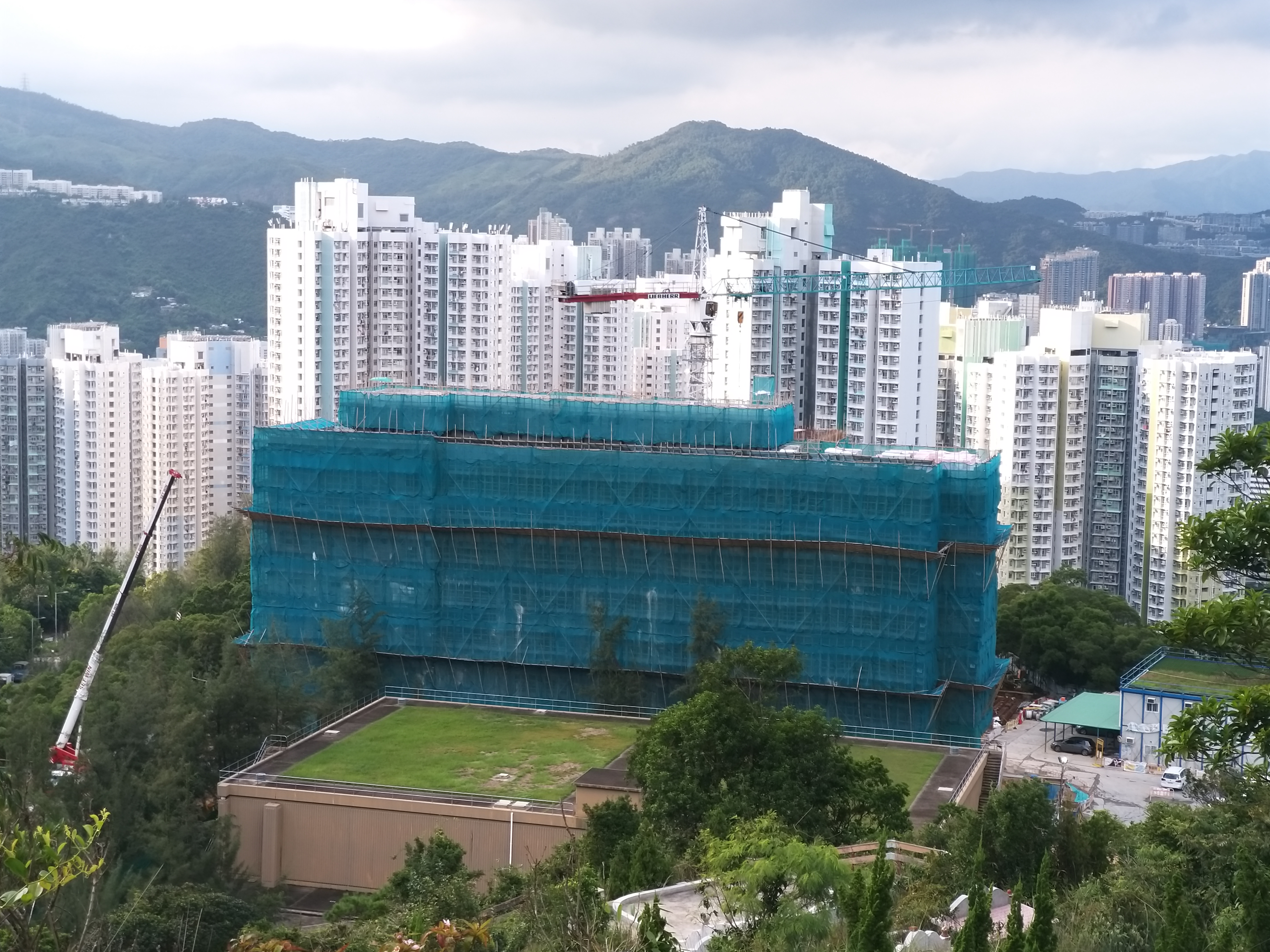
2021年8月
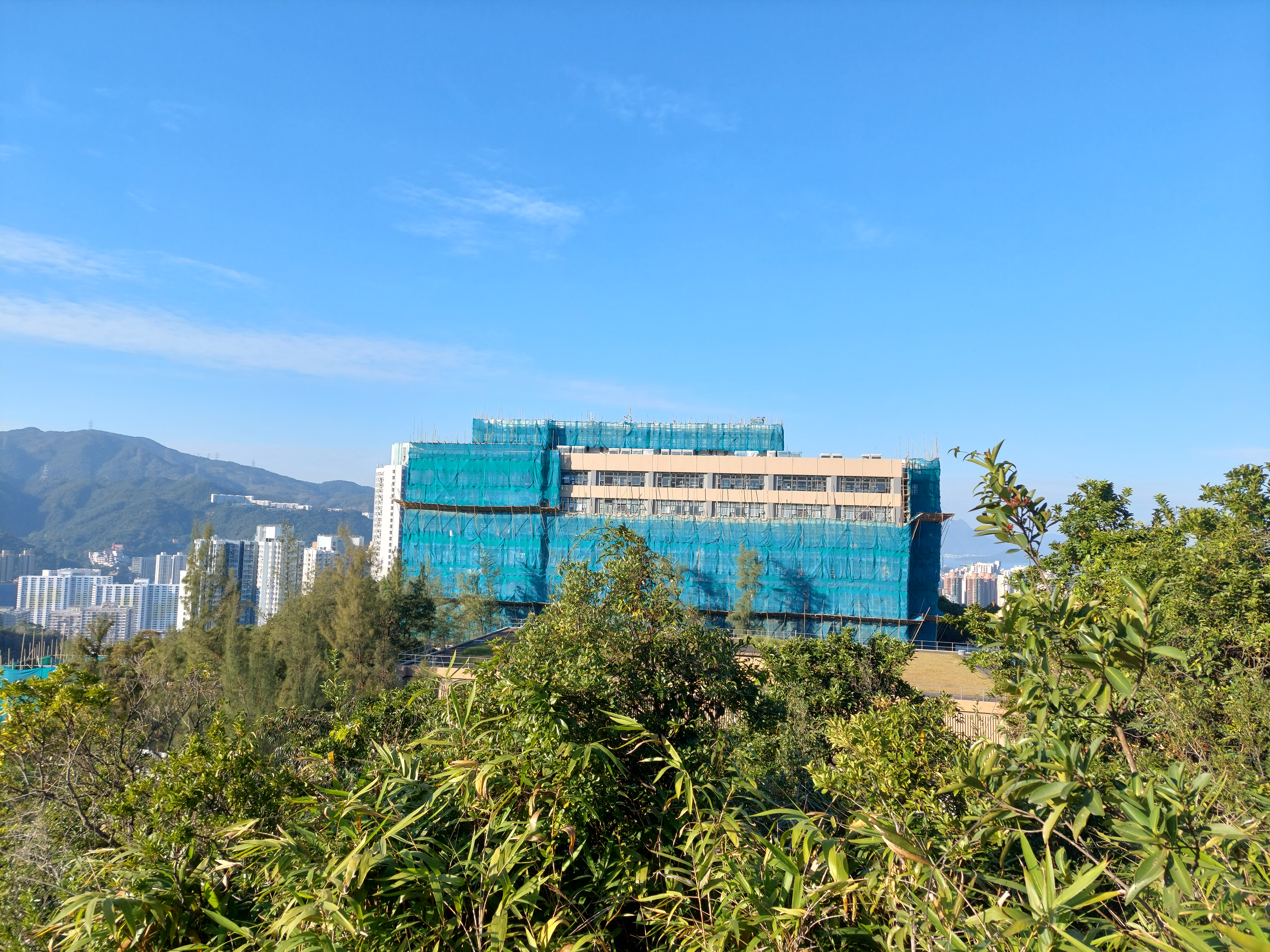
開始拆棚，2021年11月
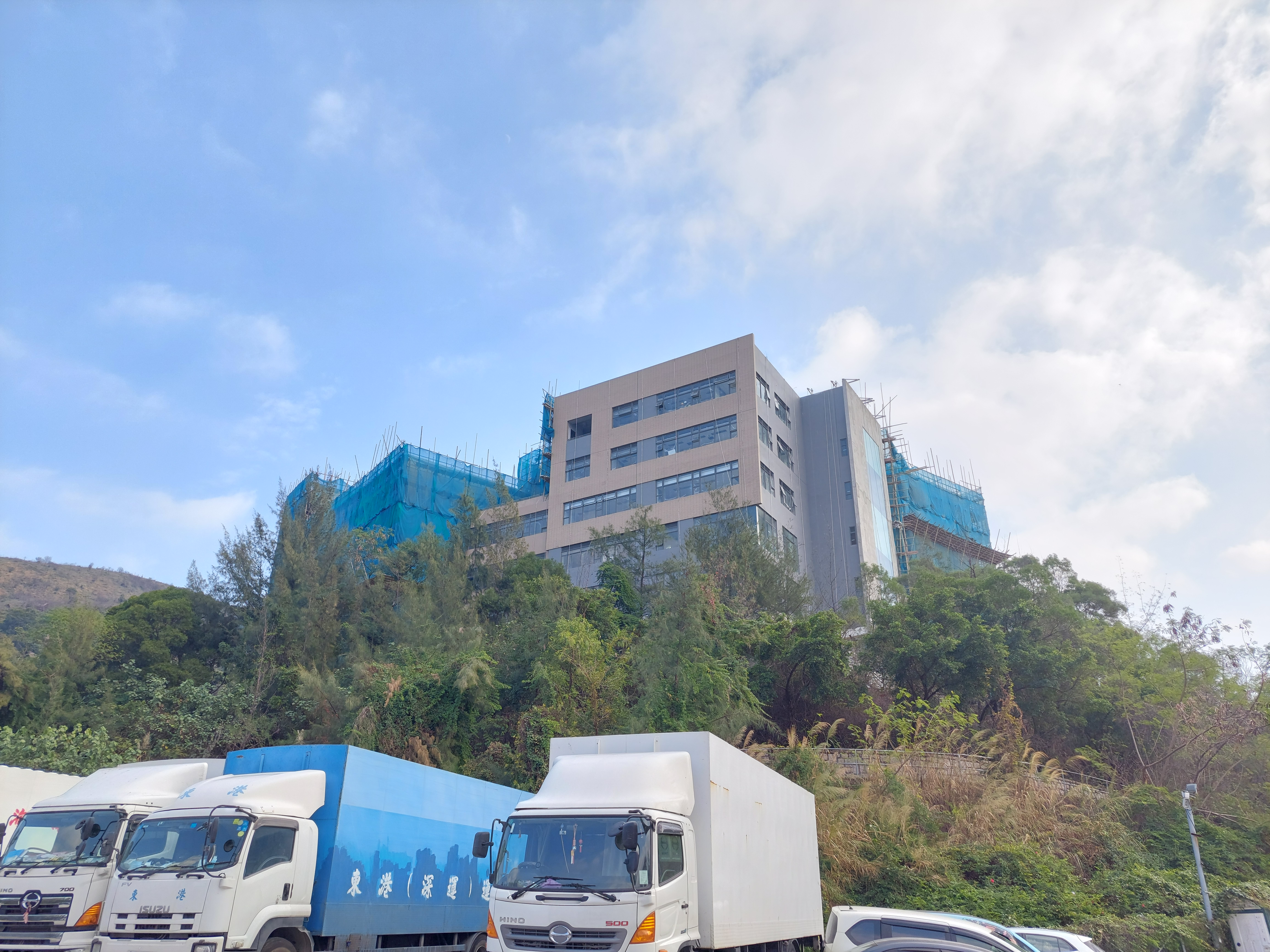
2022年1月
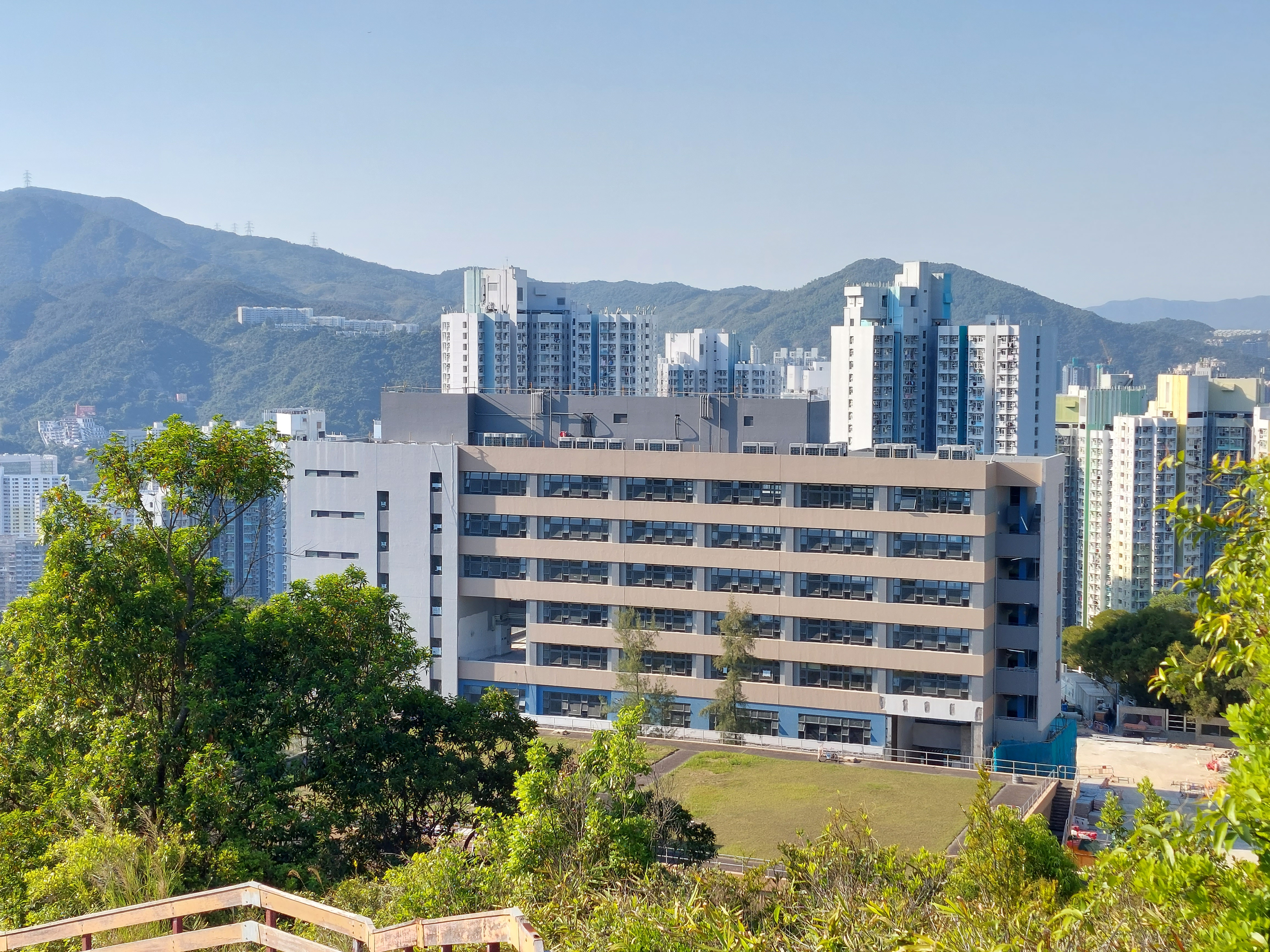
大致完成拆棚，2022年4月
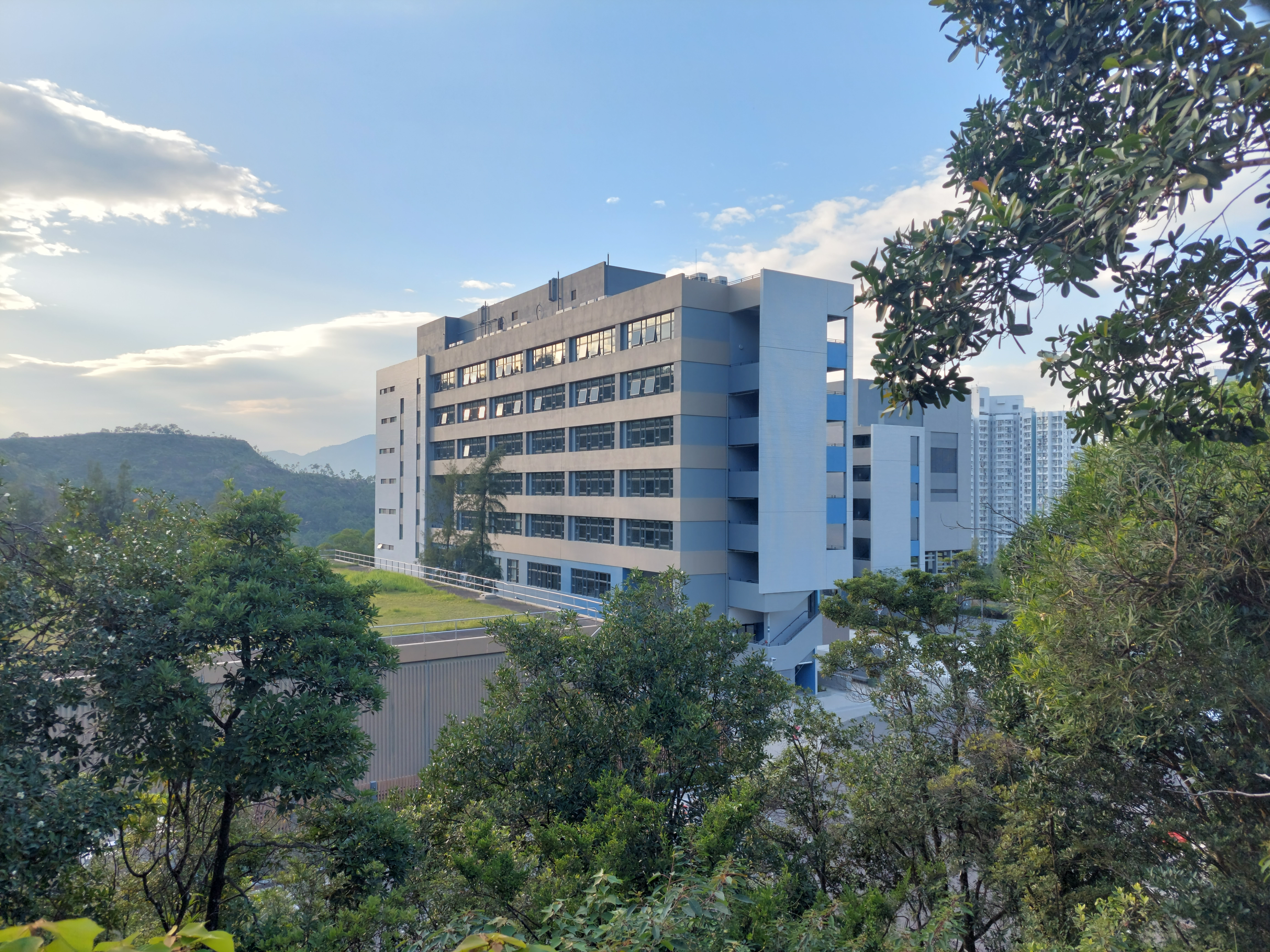
即將完工，2022年10月

## 歷任校長
- 梁敦瑜女士（2018年至今，現任校長）

## 軼事/事件
- 在此校用地第二次分配時，因早年校舍分配被凍結（現已解凍）而停辦多年的香港樹人學校[10]有份參與競投。此前，在第一次分配用地時，中華基督教會香港區會[11]及教育評議會亦分別參與競投[12]，另基督教聖約教會及香港五旬節聖潔會則參與全部兩次競投[13][14][15]。
- 2020年10月22日，一名就讀此校的6歲江姓女生，疑因其家人的生意糾紛而被人淋潑油漆，送院檢驗後並無大礙[16]。
- 2020年11月19日，全港有34間小學、共193名師生爆發上呼吸道感染，當中此校亦有錄得個案[17]。至翌年9月中，由於此校小三全級再次爆發上呼吸道感染，並出現類似2019冠狀病毒病癥狀，該等師生於同月27日被政府列入「強制檢測公告」[18]。

## 外景場地
- 2025年ViuTV電視劇《社畜再培訓先導計劃》，主要劇情均於此校取景。